# Scandalo dello Yazoo
Lo scandalo dello Yazoo (in inglese Yazoo Land Fraud) fu una truffa finanziaria perpetrata tra il 1794 e il 1795 negli Stati Uniti meridionali da molti speculatori, inclusi influenti politici, per rivendere ai coloni lotti di terra in una regione che in realtà non era ancora sotto controllo da parte del governo federale. L'emergere dello scandalo causò la rovina economica di molti acquirenti e la fine della carriera pubblica di importanti politici dell'epoca.

## Antefatti

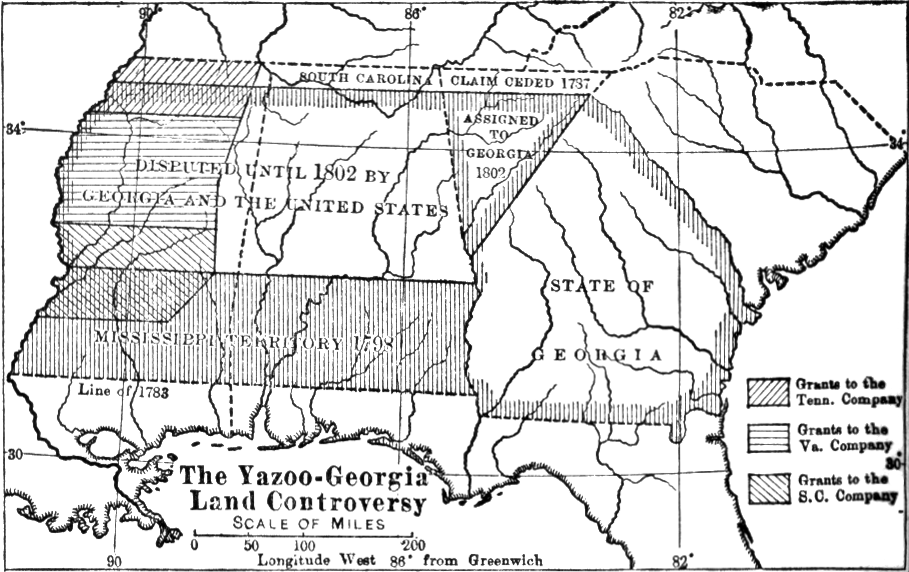
Mappa che mostra la rivendicazione della Georgia sulla regione dello Yazoo (porzione a nord-ovest).

Il governo della Georgia, fin da quando era una colonia britannica, aveva reclamato per sé tutto il tratto di continente americano che si estendeva fino al fiume Yazoo, senza tuttavia essere in grado di controllarlo. La situazione economica dello Stato dopo la rivoluzione americana era praticamente di bancarotta, e così i tentativi di speculazione finanziaria ed edilizia nella regione dello Yazoo da parte di privati si moltiplicarono.
Nel 1785 era stato fatto un primo tentativo effettivo di appropriazione, con la fondazione della contea di Bourbon (approssimativamente dove oggi sorge la città di Natchez, in Mississippi). Ciò tuttavia aveva creato tensioni con gli spagnoli, che reclamavano anch'essi l'area, e nel 1788 l'Assemblea georgiana aveva deciso di abbandonare la zona per non rischiare una guerra. L'anno successivo tuttavia la stessa Assemblea aveva venduto 25 milioni di acri di terra della regione a diverse compagnie speculatrici, salvo poi annullare l'affare per non dover accettare carta moneta, allora dal valore minimo a causa della crisi economica postbellica.

## Lo scandalo

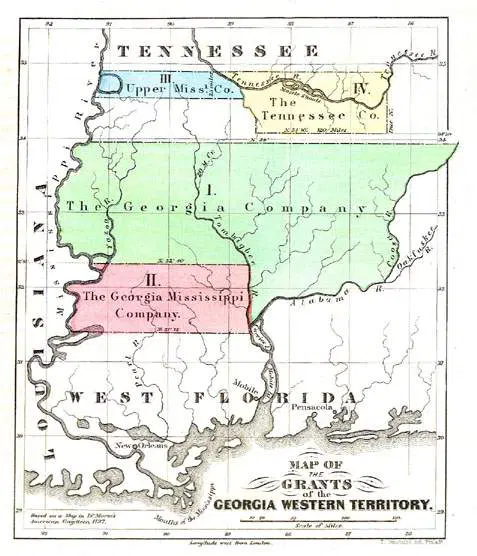
Mappa delle terre "acquisite" dalle compagnie responsabili della frode.

Nel 1794 infine il generale Elijah Clarke aveva tentato di colonizzare parte dello Yazoo fondando la repubblica indipendente del Trans-Oconee. L'iniziativa, non approvata dal governo georgiano, era stata repressa dai generali John Twiggs e Jared Irwin, con Clarke arrestato. Contemporaneamente all'iniziativa di Clarke si erano costituite varie compagnie di speculatori per portare avanti un analogo affare (segnatamente la Georgia Company, la Georgia-Mississippi Company, la Tennessee Company e l'Upper Mississippi Company).
Cominciò così una massiccia opera di compravendita di terreni dello Yazoo, subito rivenduti a terzi. Gli speculatori si erano assicurati l'appoggio di vari influenti politici statunitensi, il maggiore dei quali era il senatore James Gunn, e avevano inoltre corrotto pressoché l'intero governo georgiano (allora in mano al Partito Federalista) col denaro ricavato dalle vendite e promettendo la proprietà di ulteriori terre.
Nonostante l'opposizione dell'opinione pubblica per via delle crescenti voci sulla corruzione diffusa, il 7 febbraio 1795 il governatore George Mathews fu convinto a firmare lo Yazoo Act, cedendo in maniera ufficiale 35 milioni di acri di terra alle compagnie speculatrici per mezzo milione di dollari.

### Opposizione
Alla firma dello Yazoo Act si scatenarono le proteste dei georgiani, guidati dal senatore James Jackson, il collega di Gunn al Senato. Per poter guidare la campagna anti-Yazoo Jackson si dimise e abbandonò in fretta Washington per rientrare in Georgia, montando una vasta campagna mediatica per gettare discredito sulla compravendita.
L'eco delle proteste sorprese gli speculatori, che non si aspettavano una resistenza così accanita. Quando furono avviate le prime indagini sulla corruzione dei coinvolti in concomitanza con le elezioni governatoriali del tardo 1795, l'amministrazione Mathews si sgretolò: i principali sostenitori dello Yazoo Act non vennero rieletti nella nuova legislatura, rendendone di fatto impossibile la concretizzazione.

### Abrogazione
Sulla scia delle accuse di corruzione i democratico-repubblicani, avversari dei federalisti, occuparono la quasi totalità dell'amministrazione georgiana, e il nuovo governatore eletto, il generale Irwin, coadiuvato da Jackson si affrettò a promulgare il Rescinding Act, col quale veniva annullata la compravendita delle terre dello Yazoo. Vennero inoltre distrutte tutte le copie esistenti dello Yazoo Act, e lo stesso Irwin ne bruciò una in pubblica piazza come atto dimostrativo; solo un esemplare della legge si salvò, ovvero quello precedentemente inviato al presidente degli Stati Uniti George Washington per la ratifica finale.
Irwin e Jackson si assicurarono che l'affare dello Yazoo non potesse essere replicato impedendo ai suoi sostenitori di presentarsi alle successive elezioni del 1797 ed includendo parte del Rescinding Act nella stessa costituzione georgiana.

## Conseguenze

### Finanziarie
Dal punto di vista finanziario, le principali vittime dello scandalo furono i coloni che avevano già comprato lotti di terra dello Yazoo. Molte famiglie avevano investito tutti i propri risparmi nella speranza di acquisire vasti tratti di terra vergine, e l'annullamento dello Yazoo Act causò la rovina economica di molti.
Anche le compagnie speculatrici promotrici della compravendita ebbero grandi danni economici, finendo in bancarotta. I compratori degli Stati del Nord fecero allora pressione sul Congresso perché venissero rimborsati, ma essendo il potere saldamente in mano ai democratico-repubblicani dopo l'ascesa di Thomas Jefferson non ottennero risultati. Solo nel 1814, dopo aver dichiarato il Rescinding Act incostituzionale, il Congresso decise di destinare 4,5 milioni di dollari tratti dalla vendita di terre nel Mississippi per compensare in parte i danneggiati.

### Politiche

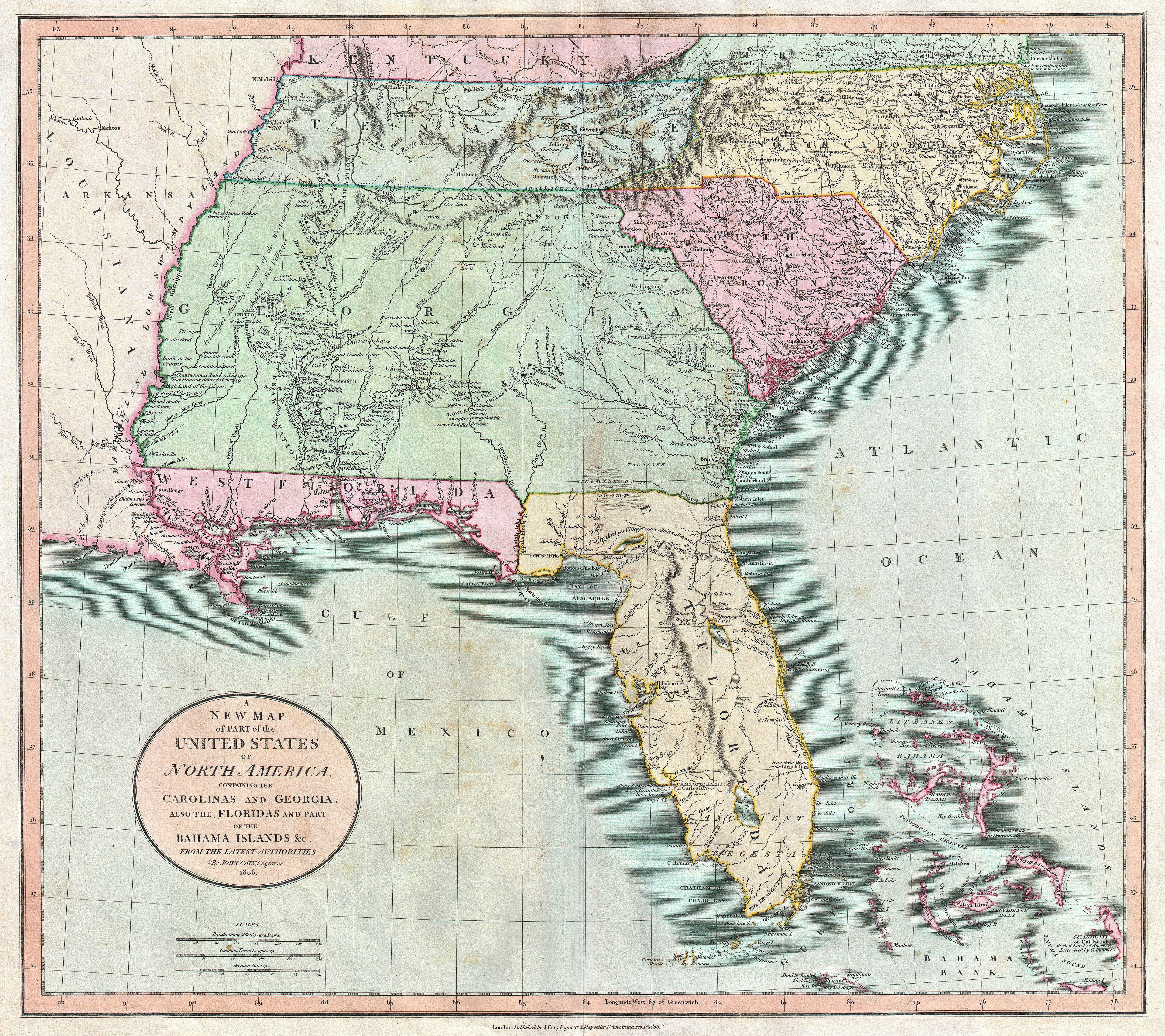
Mappa in cui la Georgia (in verde) considera come proprie le terre dello Yazoo.

Lo scandalo dello Yazoo decretò la virtuale scomparsa del Partito Federalista georgiano, in quanto i suoi principali esponenti erano tutti coinvolti nella compravendita. Molti, come Mathews e Gunn, videro la fine della propria carriera politica e non ricoprirono più altri incarichi, mentre in generale il Partito Federalista non riuscì più ad attecchire in Georgia.
Dall'altra parte i democratico-repubblicani si impossessarono stabilmente del governo statale, dominando la scena politica locale per i successivi decenni. Jackson rimase l'esponente politico georgiano di riferimento fino alla prematura morte nel 1806, venendo succeduto da Irwin.

### Conseguenze a lungo termine
Nonostante il fallimento della compravendita dello Yazoo, la volontà di impossessarsi delle terre a occidente era chiara e ampiamente diffusa in tutti gli strati della società georgiana e americana. A partire dalla guerra del 1812 i governatori georgiani divennero sempre più aggressivi nei confronti dei nativi americani, soprattutto Creek e Cherokee, con lo scopo di espandersi verso ovest colonizzando quanta più terra possibile.
La Georgia ridivenne un fronte caldo durante le guerre seminole, e i suoi rappresentanti si impegnarono attivamente in favore della cacciata dei nativi americani ricorrendo al sentiero delle lacrime.